# Douze Hommes en colère (téléfilm)
Pour les articles homonymes, voir Douze Hommes en colère.
Pour plus de détails, voir Fiche technique et Distribution.
Douze Hommes en colère (12 Angry Men) est un téléfilm américain réalisé par William Friedkin et diffusé en 1997. Il s'agit d'un remake du film du même nom réalisé par Sidney Lumet et sorti en 1957. Le scénario est écrit par Reginald Rose, auteur du film de 1957 et de la pièce de théâtre originale.

## Synopsis
Un jeune homme d'origine modeste est accusé de parricide et risque la peine de mort. Le jury composé de douze hommes se retire pour délibérer et procède directement à un vote : onze votent coupable, mais la décision doit être prise à l'unanimité. Le juré qui a voté non coupable, contraint de se justifier, explique qu'il a un doute raisonnable et que la vie d'un homme mérite bien quelques heures de discussion. Il s'efforce alors de les convaincre un par un.

## Fiche technique
Sauf indication contraire, les informations mentionnées dans cette section peuvent être confirmées par la base de données cinématographiques IMDb,  présente dans la section « Liens externes ».
- Titre original : 12 Angry Men
- Titre français : Douze Hommes en colère
- Réalisation : William Friedkin
- Scénario : Reginald Rose, d'après le film et la pièce du même nom
- Décors : Donald Elmblad
- Photographie : Fred Schuler
- Montage : Augie Hess
- Production : Terence A. Donnelly
- Société de production : MGM Television
- Société de distribution : Showtime Networks
- Budget : 1,75 million $[1]
- Langue : anglais
- Format : couleur - 117 mm - 1,85:1 - Son Dolby Stéréo
- Genre : drame, procès
- Durée : 117 minutes
- Dates de sortie[2] :
  - États-Unis : 17 août 1997 (1re diffusion TV)
  - France : 7 juillet 1999 (en DVD)

## Distribution
- Courtney B. Vance (VF : Jean-Louis Faure) : président et juré no 1
- Ossie Davis (VF : Robert Liensol) : juré no 2
- George C. Scott (VF : André Valmy) : juré no 3
- Armin Mueller-Stahl (VF : Albert Augier) : juré no 4
- Dorian Harewood (VF : Bruno Dubernat) : juré no 5
- James Gandolfini (VF : Luc Florian) : juré no 6
- Tony Danza (VF : Maurice Sarfati) : juré no 7
- Jack Lemmon (VF : Philippe Dumat) : juré no 8
- Hume Cronyn (VF : René Bériard) : juré no 9
- Mykelti Williamson (VF : Med Hondo) : juré no 10
- Edward James Olmos (VF : Gérard Hernandez) : juré no 11
- William Petersen (VF : Edgar Givry) : juré no 12
- Mary McDonnell (VF : Marion Loran) : Juge Cynthia Nance
- Tyrees Allen : le garde
- Douglas Spain : l'accusé